# Елизабет Кортолд
Елизабет Кортолд (Dr. Elizabeth Courtauld, 1867 – 26. децембар 1947, Персес) била је енглеска докторица, пожртвовани учесник Великог рата у саставу Болнице шкотских жена, хуманиста и добротвор. Носилац је неколико француских и српских војних одликовања.

## Живот и каријера
Рођена је као трећа ћерка Џорџа Кортолда (George Courtauld). Квалификовала се за медицинску
сестру, али је имала јаку жељу да постане лекар. То није било лако, јер у је то време лекарска професија била привилеговано мушка професија и девојке нису имале приступ студијама медицине. Тако је Елизабет Кортолд студирала и завршила медицину на универзитету у Брислу. Пошто је обавила лекарски стаж у Краљевској болници у Лондону (Royal Free Hospital), добила је лиценцу лекара 1901. 
Након дугогодишњег боравка у Индији др Кортолд се вратила у Енглеску пре почетка Првог светског рата. Комитет Болнице шкотских жена поставио је др Кортолд за руководиоца Јединице Корзика (од 13. јануара 1916. до краја јула 1917), а потом и за лекара у болници у Рејмону.
Живот је окончала у Персесу, у Гринстед Грину, где је преминула 26. децембра 1947.

## Дело
Хирургија током Великог рата спроводила се са опрезом, под сталном сумњом и по инстинкту. Искуство се могло искористити, али свака задобијена повреда открила је нешто ново чак и за искусне војне хирурге. Жене лекари-хирурзи у овом погледу нису се ништа разликовале од својих колега, па ће по томе остати запамћена и др Елизабет Кортолд, као особа која је упркос страхотама и трагедијама рата уносила оптимизам, међу своје пацијенте и сараднике, што потврђује и ова њена изјавила...
...да она, као и остатак света, никад неће заборавити те године, те бројне тешко рањене војнике и уништене младости.
 Током Великог рата показала је велику храброст, па је тако нпр. храбро и сталожено настави операцију под свећом у време непрекидне непријатељске паљбе.
Др Кортолд је руководила Јединицом Корзика Болнице шкотских жена у Ајачу највероватније од 13. јануара 1916. до краја јула 1917. године,  која је имала циљ да се брине о српској избеглој колонији на Корзици. Болница шкотских жена у Ајачу на Корзици почела је да ради 8. октобра 1915. и радила је до априла 1919. Болница је на почетку имала капацитет од 60 постеља, од којих је 40 било намењено мушкарцима и 20 женама. У току деловања болнице обављене су 72 веће операције и 40 мањих. Поред честих појава маларије, треба истаћи да је туберкулоза била у порасту међу члановима српске избегле колоније, па отуда одлука да се оснује болница-санаторијум у Саланшеу. У болници на Корзици са др Кортолд радиле су др Хелена Џонс, од 16. фебруара 1916. до 16. маја 1916 и др Софи Џексон, од 30. септембра 1916. до 25. марта 1917 .
По одласку са Корзике др Елизабет Кортолд је радила је у Болници шкотских жена у Рејмону, у Француској, од почетка августа 1917. до 6. марта 1919. године.  
Др Кортолд је по окончању Великог рата постала и великодушан ктитор Болнице Халстeд у Халстeду
(Есекс), када је је 1920. године поклонила 4.000 фунти, за изградњу новог амбулантног блока у знак сећања на свог оца Џорџа Кортолда. Хируршки блок Болнице Халстeд који је 2000-тих пресељен у
новоизграђен комплекс зграда, са великом захвалношћу понео је име „Др Елизабет Кортолд“ .

## Признања
Др Кортолд је носилац српских и француских одликовања 
- Croix de Guerre
- Legion d’Honneur
- Спомен плоча, у Краљевском војном музеју, [5] на којој је уклесано: